# Estatua ecuestre de Philip Sheridan
General Philip Sheridan es una escultura de bronce ubicada en el centro de Sheridan Circle en el vecindario Sheridan-Kalorama de Washington D. C. (Estados Unidos). Honra al general de la Guerra de Secesión (o Guerra Civil) Philip Sheridan. El monumento fue esculpido por Gutzon Borglum, conocido por su diseño del Monte Rushmore. Dedicado en 1908, los dignatarios que asistieron a la ceremonia de inauguración incluyeron al presidente Theodore Roosevelt, miembros del gabinete del presidente, oficiales militares de alto rango y veteranos de la Guerra Civil y la Guerra hispano-estadounidense. La estatua ecuestre de bronce está rodeada por una plaza y un parque y es uno de los dieciocho monumentos de la Guerra Civil en Washington D. C., que se incluyeron colectivamente en el Registro Nacional de Lugares Históricos en 1978. La escultura y el parque circundante son propiedad y están mantenidos por el Servicio de Parques Nacionales, una agencia federal del Departamento del Interior.

## Historia

### Fondo
Philip Sheridan fue un oficial de carrera del Ejército de los Estados Unidos que jugó un papel decisivo en asegurar los éxitos de la Unión durante las Campañas del Valle de 1864, más notablemente la Batalla de Cedar Creek. Muchos de los generales de la Unión eventualmente serían recordados en Washington D. C., con estatuas repartidas por toda la ciudad. Mientras miraba una de las esculturas ecuestres de su camarada, Sheridan no quedó impresionado con la representación del hombre y el caballo. Según los informes, le dijo a su esposa: "Hagas lo que hagas después de que me haya ido, no me pongas en un caballo así". Después de la muerte de su esposo en 1888, cuando se estaba planeando una escultura ecuestre de su esposo, Irene Sheridan insistió en que el caballo fuera tan "orgulloso y valiente como su jinete".
El 2 de marzo de 1889, el Congreso autorizó la construcción de un monumento a Sheridan y asignó 50 000 dólarespara su construcción. El escultor original elegido para completar el proyecto fue el amigo de Sheridan, John Quincy Adams Ward, quien había completado otras obras en Washington D. C., incluido el General de división George Henry Thomas y el monumento a James A. Garfield. Ward firmó un contrato con la comisión del monumento de Sheridan en 1892 que pedía que la estatua ecuestre se completara en 1898. Presentó un boceto del modelo en 1892, pero ese diseño no fue aprobado. Ward no solo no completó el trabajo en 1898, sino que solo completó un estudio de tamaño natural de la cabeza de Sheridan en 1903. Ward finalmente completó un modelo de Sheridan, pero cuando Irene y su hijo, Philip Sheridan Jr., visitaron el estudio de Ward en Nueva York para ver el modelo, ambos lo odiaron. Fue representado como un fornido oficial mayor sobre un caballo con zancos. La comisión finalmente canceló el contrato con Ward en 1905. Su modelo de Sheridan finalmente fue emitido en 1916 y se encuentra frente al Capitolio del Estado de Nueva York.

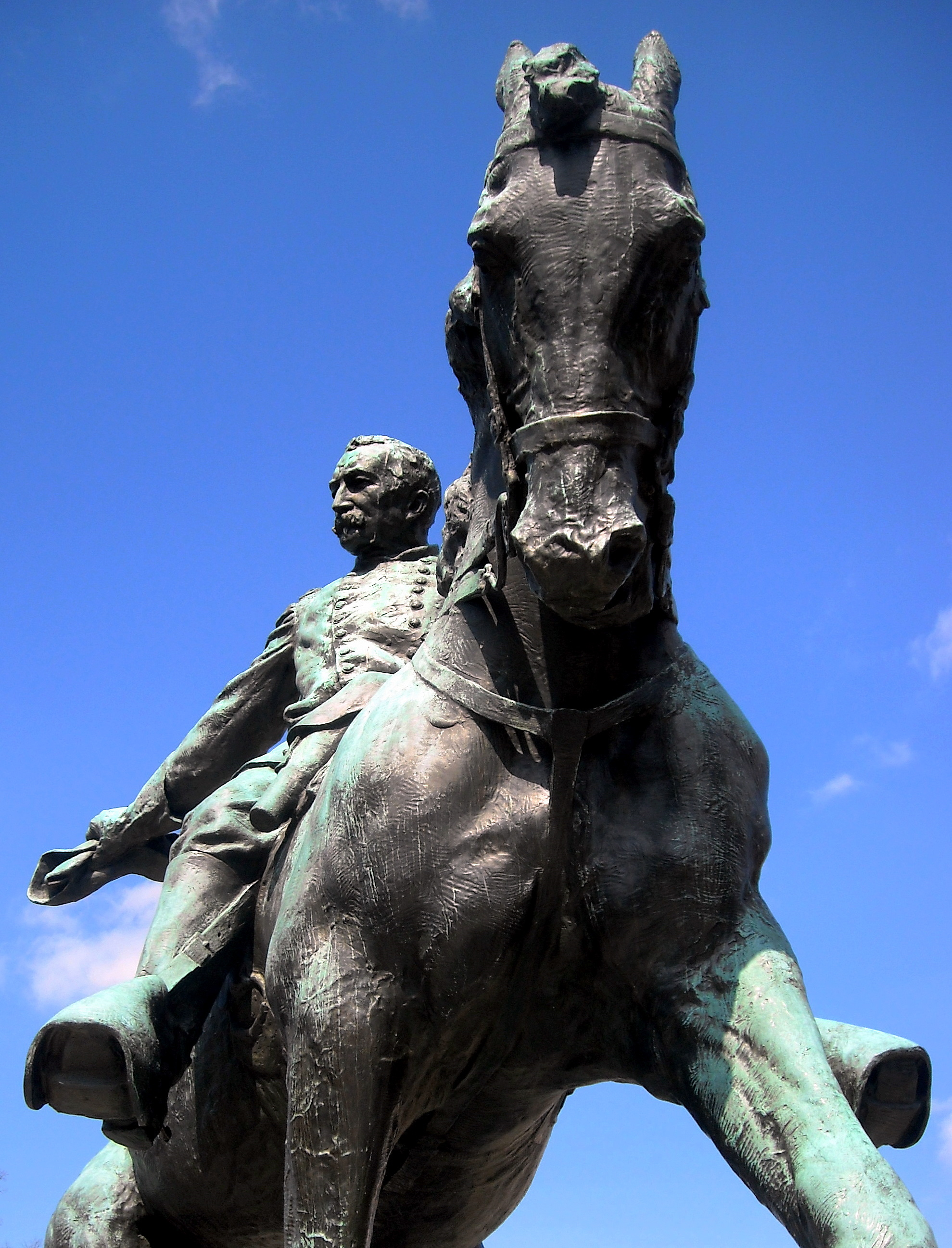
Primer plano de la estatua

Gutzon Borglum había seguido de cerca los eventos que rodearon la dilación y el despido de Ward, ya que los dos hombres tenían un pasado discutible. Borglum estaba convencido de que podía hacer un mejor trabajo con el diseño y también necesitaba el dinero. Se dispuso a estudiar tanto como fuera posible sobre la vida de Sheridan leyendo sus memorias y biografías. Borglum pudo asegurar una invitación a una fiesta en Washington D. C. a la que asistió Irene. Se sentó a su lado e invitó a Irene a su estudio en Nueva York. Borglum colocó modelos de caballos en todo el estudio antes de que ella llegara y sorprendió a Irene por lo mucho que sabía sobre su esposo. A instancias de Irene, el 2 de julio de 1907, Borglum recibió un contrato para esculpir el monumento. Fue un artista estadounidense danés que estuvo muy influenciado por el escultor francés Auguste Rodin. Borglum es conocido por sus tallas en Mount Rushmore y Stone Mountain. La escultura de Sheridan es su único monumento ecuestre en Washington D. C. Las otras obras de Borglum en Washington D. C. incluyen Rabboni en el cementerio Rock Creek y varias estatuas en la Colección National Statuary Hall en el Capitolio de los Estados Unidos.
El 17 de enero de 1908, el diseño de Borglum recibió la aprobación de la comisión del monumento de Sheridan, incluido el entonces secretario de Guerra William Howard Taft, el general Henry C. Corbin y el general de brigada Michael V. Sheridan, hermano de Philip Sheridan. Irene también aprobó el diseño y eligió el sitio conmemorativo.

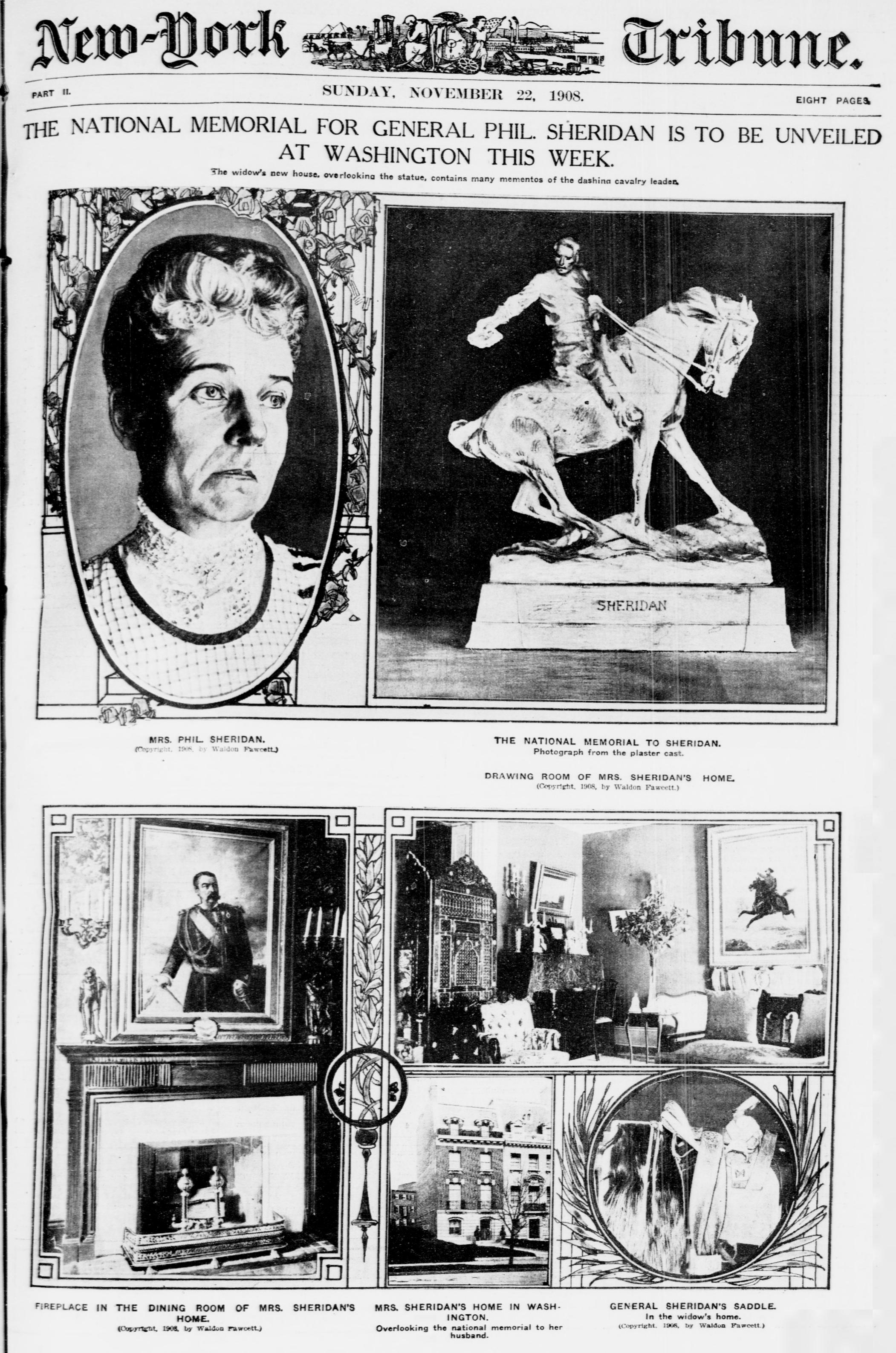
Suplemento ilustrado en el New-York Tribune anunciando la dedicación del monumento al General Sheridan. 22 de noviembre de 1908.

Vivía en 2211 Massachusetts Avenue NW (actualmente oficinas de la Embajada de Grecia), a poca distancia de Sheridan Circle y la escultura. Mientras Borglum trabajaba en la escultura, hablaba con los amigos de Sheridan, dibujaba los artefactos de Sheridan y visitaba a Irene. Dado que Philip Jr. se parecía mucho a su padre, Borglum lo usó como modelo para la escultura. Cuando se completó la obra de arte, a Irene, Philip Jr. y las tres hijas de Sheridan les encantó el resultado final. La escultura representa a Sheridan montando su caballo, Rienzi, mientras reúne a sus tropas durante la Batalla de Cedar Creek el 19 de octubre de 1864. Había corrido 32 km desde Winchester para llegar a la batalla. Después de la victoria de Union, Sheridan cambió el nombre del caballo a Winchester. Después de que Winchester muriera en 1878, Sheridan lo conservó y lo montó. El caballo está ahora en exhibición en el Museo Nacional de Historia Estadounidense. El Congreso pagó la plaza, la base y la preparación del sitio conmemorativo, mientras que los veteranos del Ejército de Cumberland pagaron la estatua. El arquitecto Henry Winslow diseñó la base y el escenario. La mampostería fue proporcionada por Mohegan Granite Company de Nueva York, mientras que Malnati Stone Company de Washington D. C. colocó las piedras en su lugar.

### Dedicación
El monumento a Sheridan se dedicó el 25 de noviembre de 1908. Una gran multitud estuvo presente con muchos dignatarios presentes, incluido el presidente Theodore Roosevelt, oficiales militares, diplomáticos y veteranos de la Guerra Civil y la Guerra hispano-estadounidense. Una procesión de tropas encabezada por el general de brigada J. Franklin Bell desfiló entre la multitud y los dignatarios mientras la Banda de la Marina de los Estados Unidos tocaba música. El Secretario de Guerra Luke E. Wright presidió la ceremonia de inauguración y Denis J. O'Connell, rector de la Universidad Católica de América, pronunció la invocación. Roosevelt, el general de brigada Horace Porter y Wright elogiaron a Sheridan. Roosevelt pronunció un breve discurso en el que elogió los valientes actos de Sheridan, mientras que el discurso de Porter fue una revisión en profundidad de la vida de Sheridan, incluidos sus días en West Point y sus campañas durante la Guerra Civil y las Guerras Indias. Después de que Irene y Philip Jr. retiraran la cubierta de la estatua, la multitud aplaudió en voz alta y muchos comenzaron a recitar el poema de Thomas Buchanan Read, Sheridan's Ride.

### Designación histórica
Junto con otros diecisiete monumentos de la Guerra Civil, General Philip Sheridan se agregó al Registro Nacional de Lugares Históricos (NRHP) el 20 de septiembre de 1978 y al Inventario de Sitios Históricos del Distrito de Columbia el 3 de marzo de 1979. El monumento de Sheridan también se designa como una propiedad que contribuye al distrito histórico de Massachusetts Avenue, incluido en el NRHP en 1974, y al distrito histórico de Sheridan-Kalorama, incluido en el NRHP en 1989.  La escultura y el parque circundante son propiedad y están mantenidos por el Servicio de Parques Nacionales, una agencia federal del Departamento del Interior.

## Diseño y ubicación

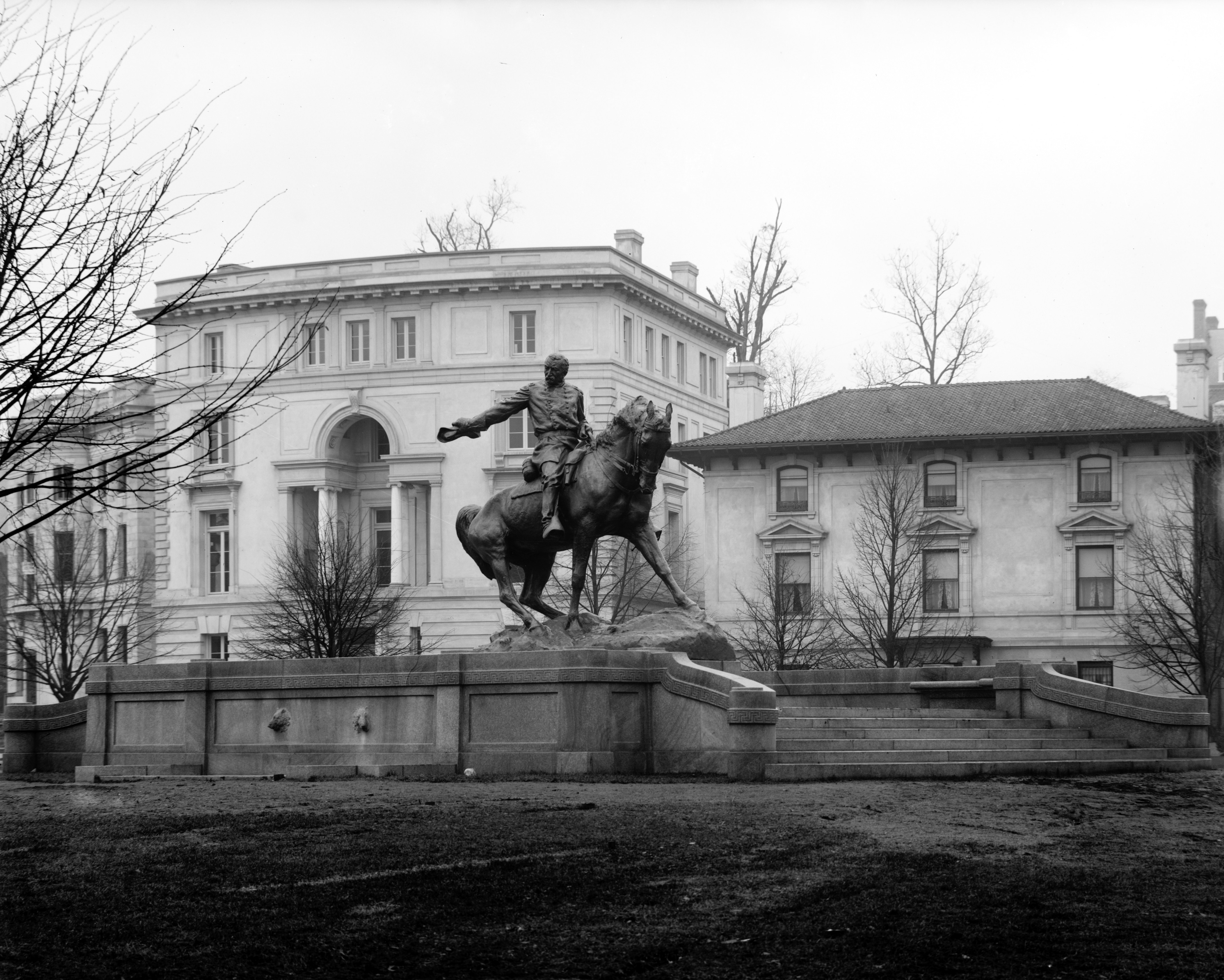
El monumento a Sheridan en 1916

La escultura ecuestre de bronce se encuentra en el centro de Sheridan Circle, una rotonda ubicada en la intersección de 23rd Street, R Street y Massachusetts Avenue NW dentro de la sección Embassy Row del vecindario Sheridan-Kalorama. Mide 3 m de altura y 4 m de largo mientras que la base de granito rectangular mide 0,9 m alto. El caballo está ligeramente encabritado mientras está parado sobre una superficie rocosa. Sheridan se gira a su derecha con el brazo derecho extendido detrás de él. La mano derecha sostiene su sombrero mientras que la mano izquierda sostiene las riendas del caballo. Sheridan viste un uniforme militar con un abrigo largo ceñido a la cintura y se la representa con bigote y cabello ondulado. La escultura está rodeada por una plaza que mide 11,3 m de largo con cinco escalones en la parte delantera y trasera que conducen a la escultura. Los bancos curvos corren a lo largo del interior de la plaza frente a la escultura, mientras que el exterior de la plaza presenta dos pares de caños de fuente con cabeza de león. El agua se vertió de los picos en los lavabos cuadrados, pero esta función ya no funciona.
Las inscripciones en el monumento incluyen lo siguiente:
- GUTZON BORGLUM 1908 (lado izquierdo de la escultura)
- GORHAM CO FUNDADORES (lado derecho de la escultura cerca de la base)
- SHERIDAN (lado frontal de la base)